# Cabaïa
Cabaïa est une marque française d'accessoires créée en 2015 à Paris par Bastien Valensi et Emilien Foiret. La marque commercialise des bonnets, des chaussettes, des serviettes de bain ainsi que des articles de bagagerie comme des sacs à dos.
Les accessoires sont distribués sur le site internet de la marque, au sein d’un réseau de magasins et pop-up stores de la marque ainsi que chez des revendeurs français et internationaux.

## Histoire
Cabaïa a été créée en 2015 par Bastien Valensi ensuite rejoint par Emilien Foiret qui devient le cofondateur.
La marque commercialise d'abord des bonnets à pompons interchangeables grâce à un système d'aimant. La marque s’implante sur des pop-up stores dans plusieurs centres commerciaux dans toute la France.
Par la suite, la marque crée également des chaussettes, des serviettes de bain ainsi que des tongs.
En 2019, Cabaïa lance son premier sac à dos qui inaugure la gamme de bagagerie de la marque.
En 2020, elle inaugure son magasin au sein du quartier du Marais à Paris.

### Origine du nom
Cabaïa devait originellement s'appeler Copa Cabaïa en hommage à la plage de Copacabana, mais le nom a finalement été simplifié.

### Chiffre d'affaires
Le chiffre d'affaires de la marque a doublé tous les ans depuis sa création.
Sur l'année 2021, Cabaïa réalisait un chiffre d'affaires de 14 897 200,00 €. Le total du bilan a augmenté de 120,72 % entre 2020 et 2021.

## Produits

### Le bonnet
Cabaia nait en 2015 en proposant à la commercialisation 1 bonnet vendu avec 3 pompons interchangeables grâce à un système d’aimant. Chaque bonnet porte un nom de cocktail et est vendu dans un tube en kraft appelé shaker.

### Les chaussettes
Cabaïa développe des chaussettes qui peuvent s'attacher grâce à une boutonnière en bois et ainsi ne plus se séparer lors du passage en machine.

### Le sac à dos
En 2019, Cabaïa lance son sac à dos. Ce sont eux qui représentaient en 2021 la moitié de son chiffre d'affaires. La marque en a ainsi vendu 600 000 depuis son lancement.
En 2022, la marque est le deuxième vendeur de sacs à dos en France.
Les sacs possèdent une pochette avant interchangeable, inspiré du système MOLLE. Ils sont également garantis à vie.

## Collaborations
Camille Cerf, ex-miss France et animatrice télé, designe pour Cabaïa un bonnet en décembre 2020. Une partie des bénéfices était reversée à la Société Protectrice des Animaux.

## Distribution
Cabaïa compte durant un temps, en plus de ses points de vente, six magasins éphémères. La marque est distribuée également chez plus de 2 000 revendeurs français et internationaux, dont les Galeries Lafayette
Elle est en 2022 le deuxième vendeur de sacs en France derrière Eastpak.

## Autre
Depuis 2018, Cabaïa organise l'opération Les Inséparables, une vente de chaussettes en édition limitée en faveur de la Société Protectrice des animaux.
La marque répare ses sacs défectueux dans un atelier de réparation en Haute-Savoie.